# Alexander Demandt
Alexander Demandt (* 6. Juni 1937 in Marburg) ist ein deutscher Althistoriker, der vor allem über Römische Geschichte und Römische Kulturgeschichte sowie über geschichtstheoretische Themen publiziert. Er lehrte von 1974 bis 2005 als Professor für Alte Geschichte am Friedrich-Meinecke-Institut der Freien Universität Berlin. Demandt gilt als einer der wichtigsten Erforscher der Spätantike in seiner Generation, hat daneben aber auch Monographien zu Alexander dem Großen oder Mark Aurel vorgelegt.

## Leben und Wirken
Alexander Demandt wurde als Sohn des hessischen Landeshistorikers und Archivars Karl Ernst Demandt und dessen Frau Ingeborg, geb. Angerer, in Marburg geboren. Er studierte Geschichte und Lateinische Philologie an den Universitäten Tübingen, München und Marburg. Seine akademischen Lehrer waren Joseph Vogt, Karl Friedrich Stroheker, Wolfgang Schadewaldt und Karl Christ sowie insbesondere Fritz Taeger und Christian Habicht, der nach Taegers Tod die Betreuung von Demandts Doktorarbeit übernahm. 1964 wurde Demandt bei Habicht mit der Dissertation Zeitkritik und Geschichtsbild bei Ammianus Marcellinus promoviert. Als Assistent an der Universität Frankfurt am Main erhielt er 1964/65 ein Reisestipendium des Deutschen Archäologischen Instituts. 1966 wurde er Assistent an der neu gegründeten Universität Konstanz, 1970 erfolgte dort seine Habilitation mit einer bis heute grundlegenden Arbeit über die spätantiken Heermeister (magistri militum), die in Paulys Realencyclopädie der classischen Altertumswissenschaft veröffentlicht wurde. Sein auf die Konstanzer Antrittsvorlesung zurückgehendes Buch Geschichte als Argument wurde hingegen von Alfred Heuß ausnehmend negativ rezensiert.
Demandt war von 1974 bis 2005 Professor für Alte Geschichte am Friedrich-Meinecke-Institut der Freien Universität Berlin. Der Schwerpunkt seiner Arbeit lag in den Bereichen der römischen Welt und in der Spätantike, außerdem beschäftigt er sich mit dem Phänomen des Niedergangs in der Geschichte, Kulturvandalismus, Geschichtstheorie, Geschichtsphilosophie und Wissenschaftsgeschichte. Seine letzte Vorlesung im Amt hielt er am 14. Juli 2005. In seinen 31 Jahren an der Freien Universität Berlin führte er acht Althistoriker zur Habilitation. Zu seinen zahlreichen akademischen Schülern, die bei ihm promoviert wurden, zählen Egon Flaig, Andreas Luther und Udo Hartmann.
Im Jahr 2003 wurde Demandt mit dem Ausonius-Preis ausgezeichnet, 2008 erhielt er den Kulturpreis des Wetteraukreises. Er ist seit 1990 Korrespondierendes Mitglied des Deutschen Archäologischen Instituts sowie seit 2000 Korrespondierendes Mitglied der Österreichischen Akademie der Wissenschaften. Seit 2007 hatte Alexander Demandt mehrere Fernsehauftritte als Experte in der von Guido Knopp geleiteten und moderierten Fernseh-Dokumentationsreihe ZDF-History.
Demandt entdeckte 1980 in einem Nürnberger Antiquariat die Mitschriften der Vorlesungen Theodor Mommsens aus den Jahren 1882/86. Auf dieser Grundlage kompilierte er mit seiner Ehefrau Barbara Demandt die Römische Kaisergeschichte, die 1992 veröffentlicht wurde. Sie behandelt den Zeitraum von Augustus bis zum Ende des Römischen Reiches.
Demandt betätigt sich als politisch-historischer Kommentator für rechtskonservative Medien. Im November 2012 trat er mit einer Festrede bei der Eröffnung der Bibliothek des Konservatismus in Berlin auf. Aus Anlass der Flüchtlingskrise in Europa 2015/2016 bestellte die von der Konrad-Adenauer-Stiftung getragene Zeitschrift Die Politische Meinung bei Demandt einen Artikel über den Untergang des Römischen Reiches, den er auf eine gescheiterte Integration von barbarischen Flüchtlingen zurückführte. Die Redaktion lehnte daraufhin den Abdruck des eingereichten Manuskripts ab, weil sie befürchtete, Demandts Darstellung könne „in der aktuellen politischen Situation missinterpretiert werden“. Der Artikel erschien daraufhin ungekürzt unter anderem in der Frankfurter Allgemeinen Zeitung.
Demandt ist gemeinsam mit Max Otte, David Engels, Gerd Morgenthaler und Robert W. Merry Mitglied im Präsidium der 2017 gegründeten internationalen Oswald Spengler Society. Demandt ist Vater des Kunsthistorikers Philipp Demandt. Er wohnt in Lindheim in einem Haus, das 1921 sein Großvater kaufte.

## Schriften (Auswahl)
Monographien
- Zeitkritik und Geschichtsbild im Werk Ammians (= Habelts Dissertationsdrucke. Reihe Alte Geschichte. Heft 5, ISSN 0072-9175). Habelt, Bonn 1965.
- Magister militum. In: Paulys Realencyclopädie der classischen Altertumswissenschaft (RE). Supplementband XII, Stuttgart 1970, Sp. 553–790 (Habilitationsschrift; Digitalisat).
- Verformungstendenzen in der Überlieferung antiker Sonnen- und Mondfinsternisse. Akademie der Wissenschaften und der Literatur, Mainz 1970 (Digitalisat).
- Metaphern für Geschichte. Sprachbilder und Gleichnisse im historisch-politischen Denken. C. H. Beck, München 1978, ISBN 3-406-04696-7.
- Der Fall Roms. Die Auflösung des römischen Reiches im Urteil der Nachwelt. C. H. Beck, München 1984, ISBN 3-406-09598-4.
- Ungeschehene Geschichte. Ein Traktat über die Frage: Was wäre geschehen, wenn …? (= Kleine Vandenhoeck-Reihe. Band 1501). Vandenhoeck & Ruprecht, Göttingen 1984, ISBN 3-525-33499-0 (mehrere Neuauflagen, zuletzt: ebenda 2011, ISBN 978-3-525-30020-6; online).
- Die Spätantike. Römische Geschichte von Diocletian bis Justinian. 284 – 565 n. Chr. (= Handbuch der Altertumswissenschaft. Abteilung 3: Alter Orient, Griechische Geschichte, Römische Geschichte. Teil 6). C. H. Beck, München 1989, ISBN 3-406-07992-X (2. vollständig überarbeitete und erweiterte Auflage. ebenda 2007, ISBN 978-3-406-55993-8).
- Endzeit? Die Zukunft der Geschichte. Siedler, Berlin 1993, ISBN 3-88680-478-X.
- Der Idealstaat. Die politischen Theorien der Antike. Böhlau, Köln u. a. 1993, ISBN 3-412-00892-3 (3., durchgesehene Auflage. ebenda 2000, ISBN 3-412-09899-X).
- Antike Staatsformen. Eine vergleichende Verfassungsgeschichte der Alten Welt. Akademie-Verlag, Berlin 1995, ISBN 3-05-002794-0.
- Das Privatleben der römischen Kaiser. C. H. Beck, München 1996, ISBN 3-406-40525-8 (2., völlig überarbeitete und erweiterte Neuauflage. ebenda 1997, ISBN 3-406-42509-7; 1. Auflage. (in der Beck’schen Reihe (= Beck’sche Reihe 1746)). ebenda 2007, ISBN 978-3-406-54774-4).
- Vandalismus. Gewalt gegen Kultur. Siedler, Berlin 1997, ISBN 3-88680-624-3.
- Geschichte der Spätantike. Das Römische Reich von Diocletian bis Justinian 284 – 565 n. Chr. C. H. Beck, München 1998, ISBN 3-406-44107-6 (gekürzte Fassung von Die Spätantike, 1989; 2., vollständig bearbeitete und erweiterte Auflage. ebenda 2008, ISBN 978-3-406-57241-8).
- Die Kelten (= Beck’sche Reihe. Band 2101; C. H. Beck Wissen). C. H. Beck, München 1998, ISBN 3-406-43301-4 (7., durchgesehene Auflage. ebenda 2011, ISBN 978-3-406-44798-3).
- Hände in Unschuld. Pontius Pilatus in der Geschichte. Böhlau, Köln u. a. 1999, ISBN 3-412-01799-X (Lizenzausgabe: (= Herder-Spektrum. Band 4990). Herder, Freiburg im Breisgau u. a. 2001, ISBN 3-451-04990-2).
- Sternstunden der Geschichte. C. H. Beck, München 2000, ISBN 3-406-46649-4 (mehrere Neuauflagen, zuletzt: Limitierte Sonderausgabe. (= Beck’sche Reihe. Band 4060). ebenda 2008, ISBN 978-3-406-57732-1).
- Über allen Wipfeln. Der Baum in der Kulturgeschichte. Böhlau, Köln u. a. 2002, ISBN 3-412-13501-1 (auch: Albatros, Düsseldorf 2005, ISBN 3-491-96140-8; 2., überarbeitete und erweiterte Auflage unter dem Titel Der Baum. Eine Kulturgeschichte. Böhlau, Köln u. a. 2014, ISBN 978-3-412-22217-8).
- Zeit und Unzeit. Geschichtsphilosophische Essays (= Historica minora. Band 2). Böhlau, Köln u. a. 2002, ISBN 3-412-16501-8.
- Apseudestata. Aphorismen zur Logik des Lebens. BWV – Berliner Wissenschafts-Verlag, Berlin 2006, ISBN 3-8305-1190-6.
- Kleine Weltgeschichte. C. H. Beck, München 2003, ISBN 3-406-50821-9 (mehrere Neuauflagen, zuletzt: 4. Auflage. (= Fischer. Band 16721). Fischer-Taschenbuchverlag, Frankfurt am Main 2011, ISBN 978-3-596-16721-0).
- Sieben Siegel. Essays zur Kulturgeschichte (= Historica minora. Band 3). Böhlau, Köln u. a. 2005, ISBN 3-412-20305-X.
- Über die Deutschen. Eine kleine Kulturgeschichte. Propyläen, Berlin 2007, ISBN 978-3-549-07294-3 (3., durchgesehene Auflage. ebenda 2009).
- Alexander der Große. Leben und Legende. C. H. Beck, München 2009, ISBN 978-3-406-59085-6.
- Es hätte auch anders kommen können. Wendepunkte deutscher Geschichte. Propyläen, Berlin 2010, ISBN 978-3-549-07368-1.
- Philosophie der Geschichte. Von der Antike zur Gegenwart. Böhlau, Köln u. a. 2011, ISBN 978-3-412-20757-1.
- Pontius Pilatus. C. H. Beck, München 2012, ISBN 978-3-406-63362-1.
- Zeitenwende. Aufsätze zur Spätantike. De Gruyter, Berlin 2013, ISBN 978-3-11-029461-3.
- Zeit. Eine Kulturgeschichte. Propyläen, Berlin 2015, ISBN 978-3-549-07429-9.
- Marc Aurel. Der Kaiser und seine Welt. C. H. Beck, München 2018, ISBN 978-3-406-71874-8.
- Grenzen. Geschichte und Gegenwart. Propyläen, Berlin 2020, ISBN 978-3-549-07498-5.
- Diokletian. Kaiser zweier Zeiten. C. H. Beck, München 2022, ISBN 978-3-406-78731-7.

Aufsatzsammlung
- Geschichte der Geschichte. Wissenschaftshistorische Essays (= Historica minora. Band 1). Böhlau, Köln u. a. 1997, ISBN 3-412-15096-7 (enthält 17 bereits veröffentlichte Beiträge[12])

Herausgeberschaften
- Macht und Recht. Große Prozesse in der Geschichte. Beck, München 1990, ISBN 3-406-34672-3.
- mit Reimer Hansen: Deutschlands Grenzen in der Geschichte. Beck, München 1990, ISBN 3-406-34391-0 (3., durchgesehene Auflage. ebenda 1993, ISBN 3-406-35349-5).
- mit Barbara Demandt: Theodor Mommsen: Römische Kaisergeschichte. Nach den Vorlesungs-Mitschriften von Sebastian und Paul Hensel 1882/86. C. H. Beck, München 1992, ISBN 3-406-36078-5.
- Mit Fremden leben. Eine Kulturgeschichte von der Antike bis zur Gegenwart. Beck, München 1995, ISBN 3-406-39859-6.
- Stätten des Geistes. Große Universitäten Europas von der Antike bis zur Gegenwart. Böhlau, Köln u. a. 1999, ISBN 3-412-01899-6.
- mit Andreas Goltz und Heinrich Schlange-Schöningen: Theodor Mommsen. Wissenschaft und Politik im 19. Jahrhundert. De Gruyter, Berlin u. a. 2005, ISBN 3-11-017766-8.
- Das Ende der Weltreiche. Von den Persern bis zur Sowjetunion. Beck, München 1997, ISBN 3-406-41850-3 (Lizenzausgabe. Nikol, Hamburg 2007, ISBN 978-3-937872-67-4).